# Arrhenophagoidea neseri
Arrhenophagoidea neseri är en stekelart som beskrevs av Prinsloo 1974. Arrhenophagoidea neseri ingår i släktet Arrhenophagoidea och familjen sköldlussteklar. Inga underarter finns listade.